# Institutul European de Bioinformatică
Institutul European de Bioinformatică (EMBL-EBI) este un centru de cercetare și servicii în bioinformatică, parte a  Laboratorului European de Biologie Moleculară (EMBL).

## Finanțare
Făcând parte din EMBL, marea majoritate a fondurilor EMBL-EBI vine din partea guvernelor celor 21 de state membre ale EMBL . 
Alți mari finanțatori ai EMBL-EBI sunt Comisia Europeană, Trustul Wellcome, Institutul Național de Sănătate din Statele Unite, consilii de cercetare din Marea Britanie, partenerii EMBL-EBI din industrie și Ministerul industriei și comerțului din Marea Britanie. În plus,  Trustul Wellcome găzduiește EMBL-EBI în Campusul dedicat ADN-ului din Hinxton.